# Stazione di Wasserauen
La stazione di Wasserauen (in tedesco Bahnhof Wasserauen) è una stazione ferroviaria nell'omonima località dell'ex distretto svizzero di Schwende, ora appartenente al distretto di Schwende-Rüte, sulla ferrovia del Säntis (Appenzello - Wasserauen).

## Storia
La stazione fu attivata il 13 luglio 1912, in occasione dell'apertura della tratta attualmente in esercizio (Appenzello - Wasserauen) della ferrovia del Säntis, di cui è l'attuale capolinea superiore.

## Strutture e impianti
La stazione dispone di 2 binari dotati di marciapiede per il servizio passeggeri, oltre a diversi binari tronchi ed una rimessa. L'impianto è munito di un fabbricato viaggiatori su più piani.

## Movimento
La stazione è servita da treni a cadenza semioraria sulla linea S23 della rete celere di San Gallo per Gossau.

## Servizi
Nella stazione sono presenti:
- Biglietteria automatica
- Sala d'attesa

Nei pressi della stazione è presente un ampio parcheggio di interscambio.

## Interscambi
- Fermata autobus[3][4]
- Fermata funivia (Wasserauen, funivia Wasserauen-Ebenalp)[3][5]